# 宮城県沖地震

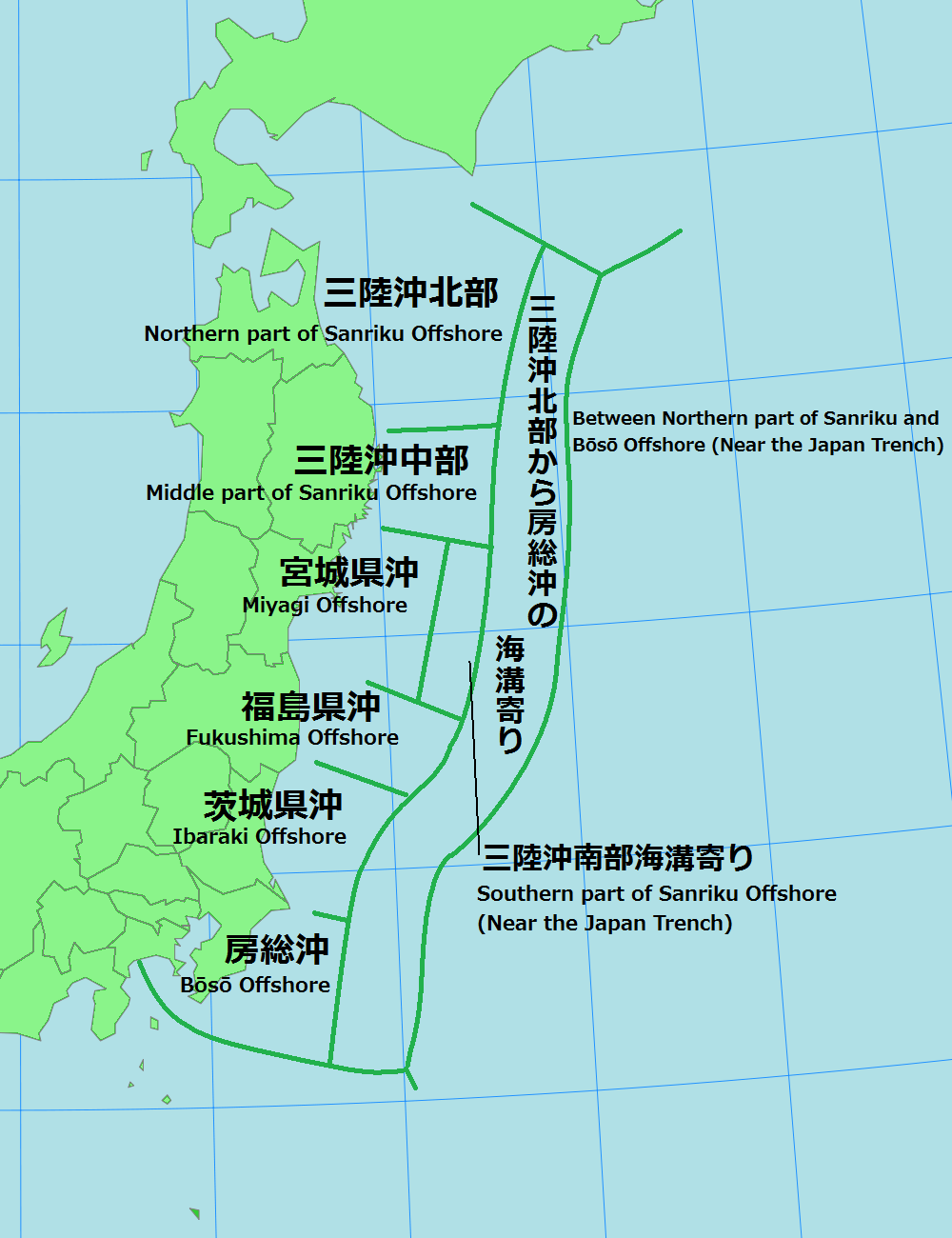
地震調査委員会による分類の地図。宮城県沖の位置。

宮城県沖地震（みやぎけんおきじしん）は、日本の宮城県東方沖を震源とする地震。特に日本海溝（海洋プレートと大陸プレートの境界部分）の大陸プレート側を震源として周期的に発生するマグニチュード M 7.5前後の地震を指す。

## 概要
東北地方などがのる北アメリカプレートの下に、同地方の東方沖で海洋プレートの太平洋プレートが沈み込んでいる（東北地方がのるプレートはアリューシャンプレートまたはオホーツクプレートとする説もあるが、いずれも北アメリカプレートと同系列、あるいは広義には同じとみなせる）。
この両プレート間で両側のプレートから圧縮を受けて歪みが生じ、プレート間に存在する活断層が活動することによって発生する地震の内、牡鹿半島沖を震源とするマグニチュード M 7.1-7.4 前後の地震が繰り返し発生している。平均発生間隔は約38年である。また、陸よりと海溝よりの2つのアスペリティがあると考えられていて、宮城県沖地震には1930年代の地震のように時間をおいて複数のアスペリティが別々にすべる場合と、1978年の地震のように同時にすべる場合があると考えられている。過去の地震の規模から別々にすべった場合は M 7.1-7.4、同時にすべった場合はM 7.4前後になるとみられる。なお、宮城県沖地震の想定震源域のプレート面では毎日何度も地震が発生しているが、ほとんどが無感地震（震度0）である。東北大学の解析によると、2011年の東日本大震災以降のプレート内地震を調べた結果、宮城県沖に「未破壊域」と呼ばれる地震が起きていないところがあり、この部分にはひずみがたまっているとみられ、地震が起こりやすい可能性があるとしている。
宮城県沖地震は、これまで25-40年という比較的短い間隔で周期的に発生している。また三陸沖南部海溝寄りの地震と連動した場合、M8.0前後の地震になるといわれる。このタイプの地震は、過去の記録などから1793年に起きたとみられている。
一方、2011年3月11日に発生した東北地方太平洋沖地震は三陸沖を震源とするものの、北は岩手県沖から南は茨城県沖まで広範囲の震源域における連動型地震となっており、地震予知連絡会や国の地震調査研究推進本部も「想定される宮城県沖地震も同時に発生した」との見解を示している。地震調査研究推進本部は、このような複数の震源域が連動する地震は、平均約600年間隔で発生していると推定した。過去の地震の規模からモーメントマグニチュード(Mw)8.4-9.0前後の地震になるとみられる。
なお、地震保険において、宮城県は2等地（4等級のうち、危険度が低い方から2番目の等級）となっており、三大都市圏よりも危険度は低いと見積もられているが、地震保険の世帯加入率は最も高い。

## 主な地震
下の表は宮城県沖地震であるとされた地震、および宮城県沖地震の想定震源域と他の震源域が連動して発生したと考えられる地震の発生履歴である。地震の詳細は下記参照。
| 発生年月日     | 間隔（平均36.4年） | 規模     | 備考                                             |
| -------------- | ------------------ | -------- | ------------------------------------------------ |
| 869年7月13日   |                    | M8.4以上 | 他の震源域と連動（貞観地震）                     |
| 1793年2月17日  |                    | M8.2前後 | 他の震源域と連動（寛政地震）                     |
| 1835年7月20日  | 前の地震から42.4年 | M7.0前後 |                                                  |
| 1861年10月21日 | 前の地震から26.3年 | M7.3     |                                                  |
| 1897年2月20日  | 前の地震から35.3年 | M7.4     |                                                  |
| 1933年6月19日  | 前の地震から36.3年 | M7.1     | 複数のアスペリティが別々にすべるタイプ。浅い地震 |
| 1936年11月3日  | 前の地震から6.4年  | M7.4     | 複数のアスペリティが別々にすべるタイプ           |
| 1937年7月27日  | 前の地震から0.7年  | M7.1     | 複数のアスペリティが別々にすべるタイプ。深い地震 |
| 1978年6月12日  | 前の地震から41.6年 | M7.4     |                                                  |
| 2005年8月16日  | 前の地震から27.2年 | M7.2     | 複数のアスペリティが別々にすべるタイプ           |
| 2011年3月11日  | 前の地震から5.6年  | M9.0     | 他の震源域と連動（東北地方太平洋沖地震）         |

### 1793年2月17日

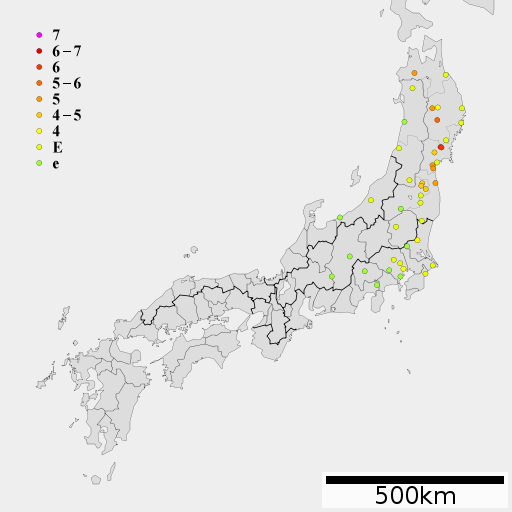
寛政地震（1793年）の震度分布

1793年2月17日（寛政5年1月7日）14時頃、北緯38.5度、東経144.5度付近を震源とするM8.0-8.4程度の地震が発生した。他の震源域と連動して宮城県沖地震も発生したとみられる。
死者100人程度。損壊家屋1,000戸以上。津波あり。

### 1835年7月20日
1835年7月20日（天保6年6月25日）14時頃、北緯38.5度、東経142.5度付近を震源とするM7.0前後の地震が発生した。
死者多数。仙台城が損壊した。津波ありとするも別の地震を混同した疑いあり。

### 1861年10月21日
1861年10月21日（文久元年9月18日）4時頃、北緯38.5度、東経142.0度付近を震源とするM7.3の地震が発生した。
死傷者あり。北海道太平洋側から三陸に津波あり。江戸も揺れを感じた。

### 1897年2月20日
1897年（明治30年）2月20日5時50分頃、北緯38.1度、東経141.9度付近を震源とするM7.4の地震が発生した。「仙台沖地震」ともいう。
家屋損壊あり。同日8時47分頃にも強い余震。
8か月前に発生した明治三陸地震の誘発地震と考えられている。また、この地震から約5ヶ月半後の同年8月5日に三陸沖でM7.7の地震が発生した。

### 1933年6月19日
1933年（昭和8年）6月19日6時37分頃、北緯38.1度、東経142.5度付近を震源とするM7.1の地震が発生した。
現在の岩手県宮古市、宮城県仙台市宮城野区などで最大震度4を観測した。小規模な津波あり。

#### 各地の震度
震度4以上の揺れを観測した地点は以下の通り。
| 震度 | 都道府県 | 観測所           |
| ---- | -------- | ---------------- |
| 4    | 岩手県   | 水沢・宮古・盛岡 |
| 4    | 宮城県   | 仙台・石巻       |

### 1936年11月3日
1936年（昭和11年）11月3日5時45分57秒、北緯38度15.7分・東経142度3.7分の宮城県沖を震源とするM7.4（Mw7.2）の地震が発生した。「金華山沖地震」ともいう。
現在の宮城県石巻市、仙台市、福島県いわき市で最大震度5を観測した。死者はなく、負傷者4人。家屋被害も全壊3戸、半壊2戸にとどまり、同じ規模の1978年宮城県沖地震に比べて被害は極めて小規模だった。

#### 各地の震度
震度4以上の揺れを観測した地点は以下の通り。
| 震度 | 都道府県 | 観測所       |
| ---- | -------- | ------------ |
| 5    | 宮城県   | 石巻・仙台   |
| 5    | 福島県   | 小名浜       |
| 4    | 岩手県   | 水沢・盛岡   |
| 4    | 福島県   | 猪苗代・福島 |
| 4    | 茨城県   | 筑波山・柿岡 |
| 4    | 栃木県   | 宇都宮       |
| 4    | 群馬県   | 前橋         |
| 4    | 埼玉県   | 熊谷         |
| 4    | 山梨県   | 甲府         |
| 4    | 静岡県   | 富士山・伊東 |

### 1937年7月27日
1937年（昭和12年）7月27日4時56分32秒、北緯38度7.3分・東経142度0.0分の宮城県沖を震源とするM7.1(Mw7.2)の地震が発生した。

#### 各地の震度
震度4以上の揺れを観測した地点は以下の通り。
| 震度 | 都道府県 | 観測所       |
| ---- | -------- | ------------ |
| 5    | 宮城県   | 石巻         |
| 4    | 岩手県   | 水沢         |
| 4    | 宮城県   | 仙台         |
| 4    | 福島県   | 福島         |
| 4    | 茨城県   | 筑波山・水戸 |

### 1978年6月12日
1978年（昭和53年）6月12日17時14分25秒、北緯38度9.0分、東経142度10.0分の宮城県沖を震源とするM7.4の地震が発生した。
（陸側のアスペリティを破壊）

### 2005年8月16日
2005年（平成17年）8月16日11時46分25秒、北緯38度8.9分、東経142度16.6分の宮城県沖を震源とするM7.2(Mw7.1)の地震が発生した。宮城県や国土交通省はこの地震を8・16宮城地震と呼称している。
宮城県川崎町で最大震度6弱を観測した。地震による揺れは、北は北海道から西は徳島県までの広い範囲で有感（震度1以上）となった。志津川町（現南三陸町）で40cmの津波を観測した。
この地震により100名が重軽傷を負ったものの、死者は出ていない。仙台市のスポーツ施設「スポパーク松森」の屋内プールで天井が9割方崩落、20人以上が負傷。また、震度4を観測した埼玉県加須市で民家1棟が全壊した。他に福島・宮城など4県で住宅の一部破損984棟の被害が出た。仙台市地下鉄・東北新幹線・秋田新幹線・山形新幹線が全線で運行停止した（このうち東北新幹線・秋田新幹線・山形新幹線は終電までダイヤが乱れお盆のUターンラッシュに影響を及ぼした）。
この地震について、当時政府の地震調査委員会は、想定されていた宮城県沖地震ではないという見解を示したが、2011年の評価では宮城県沖地震の一つであるとした。これは、後の調査で宮城県沖地震の3つ程のアスペリティのうち南側の1つが滑ったもので、宮城県沖地震の部分的再来であったとする研究を反映したものである。但し、想定されていたアスペリティの一部のみを破壊しただけで、滑り残しが有るとされていた。
この地震では緊急地震速報が作動し、仙台市では揺れの来る14秒前、震度3を観測した東京都千代田区大手町では70秒前に情報が流れたとされる。
NHKは地震発生後の11時49分に全放送波通常放送を強制打ち切りにさせたうえで（八波全中）、地震関連のニュースに切り替え、ニュースセンターから武田真一アナウンサーが地震の第一報を伝えた。また、テレビ東京系を除く民放各局は番組の途中に地震関連のニュースを臨時で放送した。
余震活動は年内いっぱい続き、12月にはM6クラスの余震が発生している。この余震ではシステム障害で震度の入電が遅れるトラブルがあった。

#### 各地の震度
震度5弱以上の揺れを観測した地点は以下の通り。
| 震度 | 都道府県 | 観測点名 |
| ---- | -------- | --- |
| 6弱  | 宮城県   | 宮城川崎町前川 |
| 5強  | 岩手県   | 藤沢町藤沢 |
| 5強  | 宮城県   | 蔵王町円田・名取市増田・仙台泉区将監・仙台宮城野区苦竹・東松島市矢本・登米市迫町・栗原市築館・宮城田尻町沼部・小牛田町北浦・涌谷町新町・石巻市桃生町・石巻市門脇 |
| 5強  | 福島県   | 福島鹿島町西町・新地町谷地小屋・相馬市中村・川俣町五百田・福島国見町藤田 |
| 5弱  | 岩手県   | 室根村役場・千厩町千厩・平泉町平泉・花泉町涌津・衣川村古戸・岩手胆沢町南都田・前沢町七日町・金ケ崎町西根・岩手東和町土沢・矢巾町南矢幅・江刺市大通り・一関市山目・一関市舞川・北上市柳原町・花巻市材木町・二戸市福岡・陸前高田市高田町 |
| 5弱  | 宮城県   | 石巻市泉町・石巻市北上町・石巻市鮎川浜・石巻市相野谷・石巻市前谷地栗原市金成・石巻市雄勝町・登米市南方町・登米市中田町・登米市米山町・登米市登米町・登米市東和町・東松島市小野・栗原市若柳・栗原市高清水・栗原市志波姫・栗原市栗駒・栗原市瀬峰・栗原市一迫・山元町浅生原・亘理町下小路・柴田町船岡・村田町村田・大河原町新南・岩沼市桜・角田市角田・白石市亘理町・塩竈市旭町・仙台宮城野区五輪・仙台若林区遠見塚・歌津町吉野沢・志津川町塩入・女川町女川浜・鹿島台町平渡・宮城松山町千石・宮城加美町中新田・宮城南郷町木間塚・大衡村大衡・大郷町粕川・気仙沼市赤岩・古川市三日町 |
| 5弱  | 福島県   | 飯舘村伊丹沢・小高町本町・原町市三島町・田村市大越町・田村市都路町・中島村滑津・福島東和町針道・霊山町掛田・保原町舟橋・梁川町青葉町・桑折町東大隅・福島市五老内町 |
| 5弱  | 茨城県   | 日立市助川町 |

### 2011年3月11日
2011年（平成23年）3月11日14時46分18秒、北緯38度6.2分、東経142度51.6分の三陸沖を震源とするMw9.0の東北地方太平洋沖地震が発生した。震源域は宮城県沖も含み、岩手県沖から茨城県沖まで広範囲に及んでいる。地震予知連絡会は同年4月26日、「3月11日の本震発生時には想定されている宮城県沖地震も起きていた」との見解を示した。
また宮城県沖に区分される範囲では、本震発生後にも後述の余震を始め、多数の余震が発生している。

## その他の宮城県沖を震源とする地震
以下の地震は、宮城県沖を震源とするものの、地震の規模や種類により宮城県沖地震に分類されない地震である。

### 1855年
1855年9月13日（安政2年8月3日）、北緯38.1度、東経142.0度付近を震源とするM7.3前後の地震が発生した。
負傷者あり。

### 1898年
1898年（明治31年）4月23日8時37分頃、北緯38.6度、東経142.0度付近を震源とするM7.2の地震が発生した。
小規模な津波あり。

### 1915年
1915年（大正4年）11月1日16時24分頃、北緯38.3度、東経142.9度付近を震源とするM7.5の地震が発生した。
津波あり。

### 2003年
2003年（平成15年）5月26日18時24分33秒、北緯38度49.2分、東経141度39.0分の宮城県沖を震源とするM7.1の地震が発生した。

### 2011年
2011年（平成23年）4月7日23時32分43秒、宮城県沖を震源とするM7.2の地震が発生し、宮城県で震度6強を観測した。この地震は、同年3月11日に発生した東北地方太平洋沖地震の余震とみられる。

### 2021年
2021年（令和3年）3月20日18時9分頃に、宮城県沖を震源とするM6.9の地震が発生し、宮城県で震度5強を観測した。この地震は、東北地方太平洋沖地震の余震とみられる。
同年5月1日10時27分頃にも、宮城県沖を震源とするM6.8の地震が発生し、宮城県で震度5強を観測した。気象庁は3月の地震との関連について、震源の位置が約40 km離れていることから関連は不明としている。一方で東京大学地震研究所教授の古村孝志は、3月に発生した地震の余震と見ることもできると分析している。